# Südliche Mosaikjungfer
Die Südliche Mosaikjungfer (Aeshna affinis) ist eine Libellenart aus der Familie der Edellibellen (Aeshnidae). Es handelt sich um eine Art des Mittelmeergebietes, die derzeit klimabedingt ihr Areal nach Norden ausdehnt und sich dabei inzwischen auch in Norddeutschland etabliert hat.

## Merkmale
Die Südliche Mosaikjungfer erreicht Flügelspannweiten von 8 bis 8,5 Zentimetern und gehört mit einer Körperlänge von 6 bis 6,5 Zentimetern zu den eher kleineren Edellibellen. Der Brustabschnitt (Thorax) ist oben braun, an den Seiten grün mit schwarzen Streifen. Verwechslungsgefahr besteht vor allem mit der Herbst-Mosaikjungfer (Aeshna mixta), bei der jedoch eine abweichende seitliche Thoraxzeichnung und -färbung vorhanden ist. Der Hinterleib (Abdomen) der Männchen ist schwarz mit einer kräftig blauen Fleckenzeichnung auf der Oberseite. Die Weibchen sind hellbraun und gelb gefleckt; es kommen aber auch blau gefleckte (androchrome) Weibchen vor.

## Lebensweise
Die Südliche Mosaikjungfer ist in den Monaten Juli bis August gelegentlich an stark verschilften Seen, im Süden Mitteleuropas auch an Flüssen anzutreffen. Sie ist eine Wanderlibelle, die schwerpunktmäßig in Südeuropa lebt und in warmen Jahren nach Norden zieht. Dort tritt sie derzeit unregelmäßig und in unterschiedlicher Häufung auf. Eine Vermehrung findet in nördlichen Gebieten wohl selten statt.
Die Männchen fliegen entlang der Schilfränder und setzen sich gelegentlich auf die Pflanzen. Hier findet auch die Paarung statt. Die Eiablage erfolgt meistens als Tandem, wobei das Männchen sich häufig an senkrechte Pflanzenstängel klammert und das Weibchen auf dem Boden sitzt. Es sticht die Eier in den feuchten Boden ein. Diese Eiablage kann jedoch auch ohne Begleitung stattfinden.

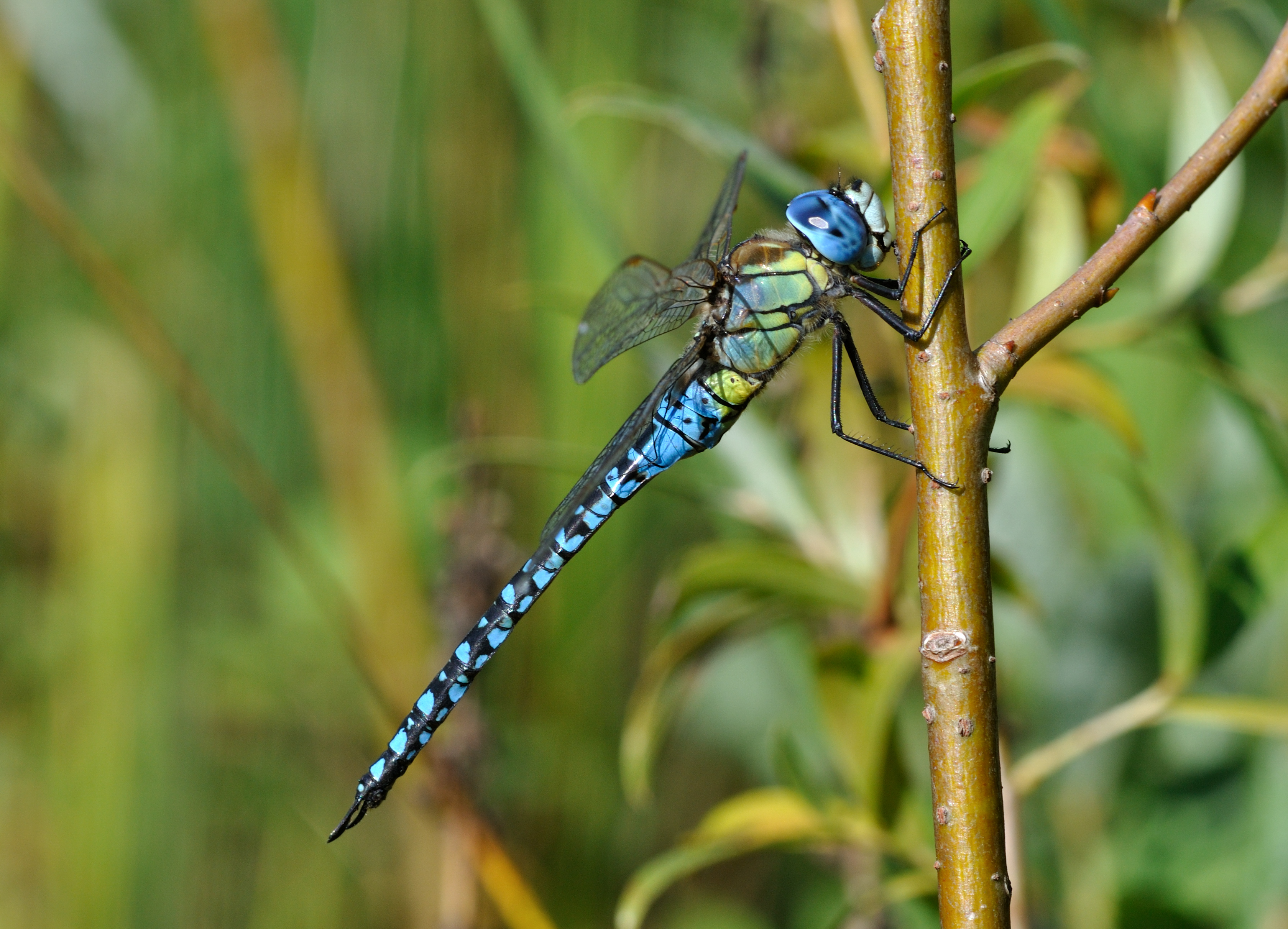
Männchen im Profil
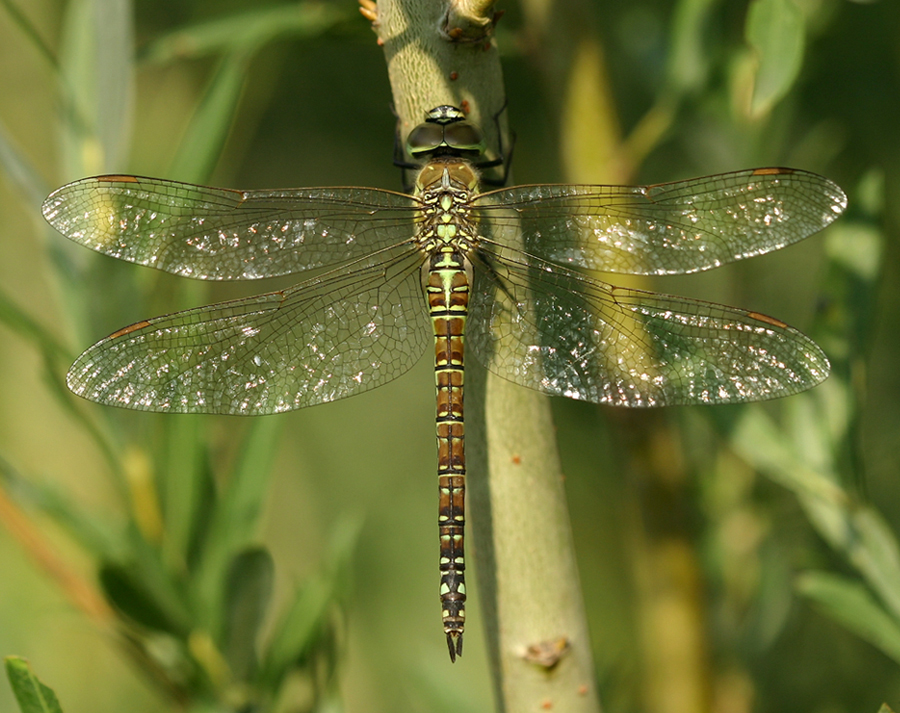
Weibchen
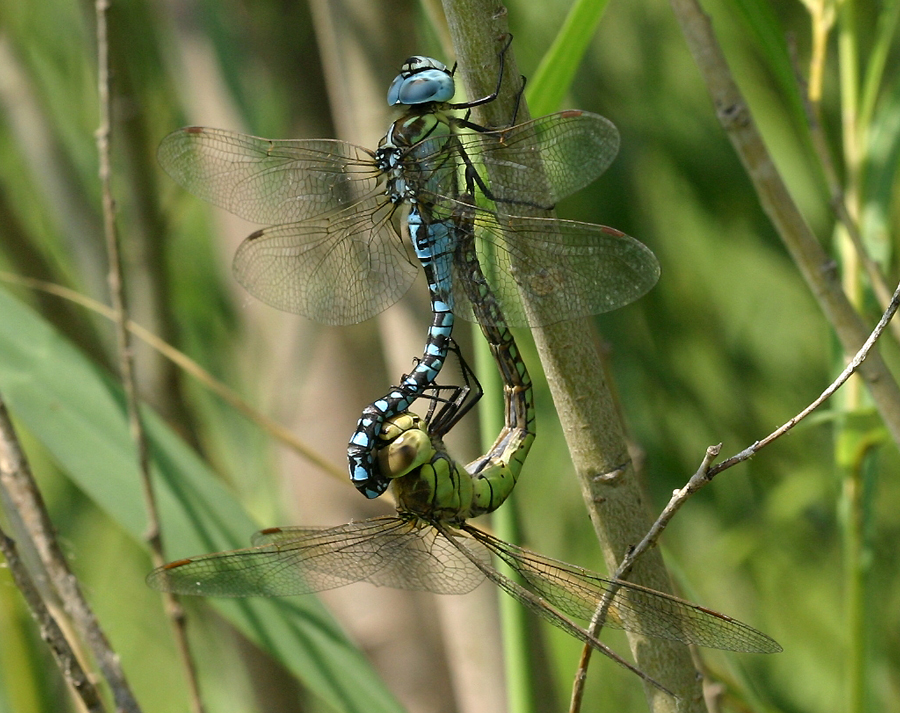
Paarungsrad
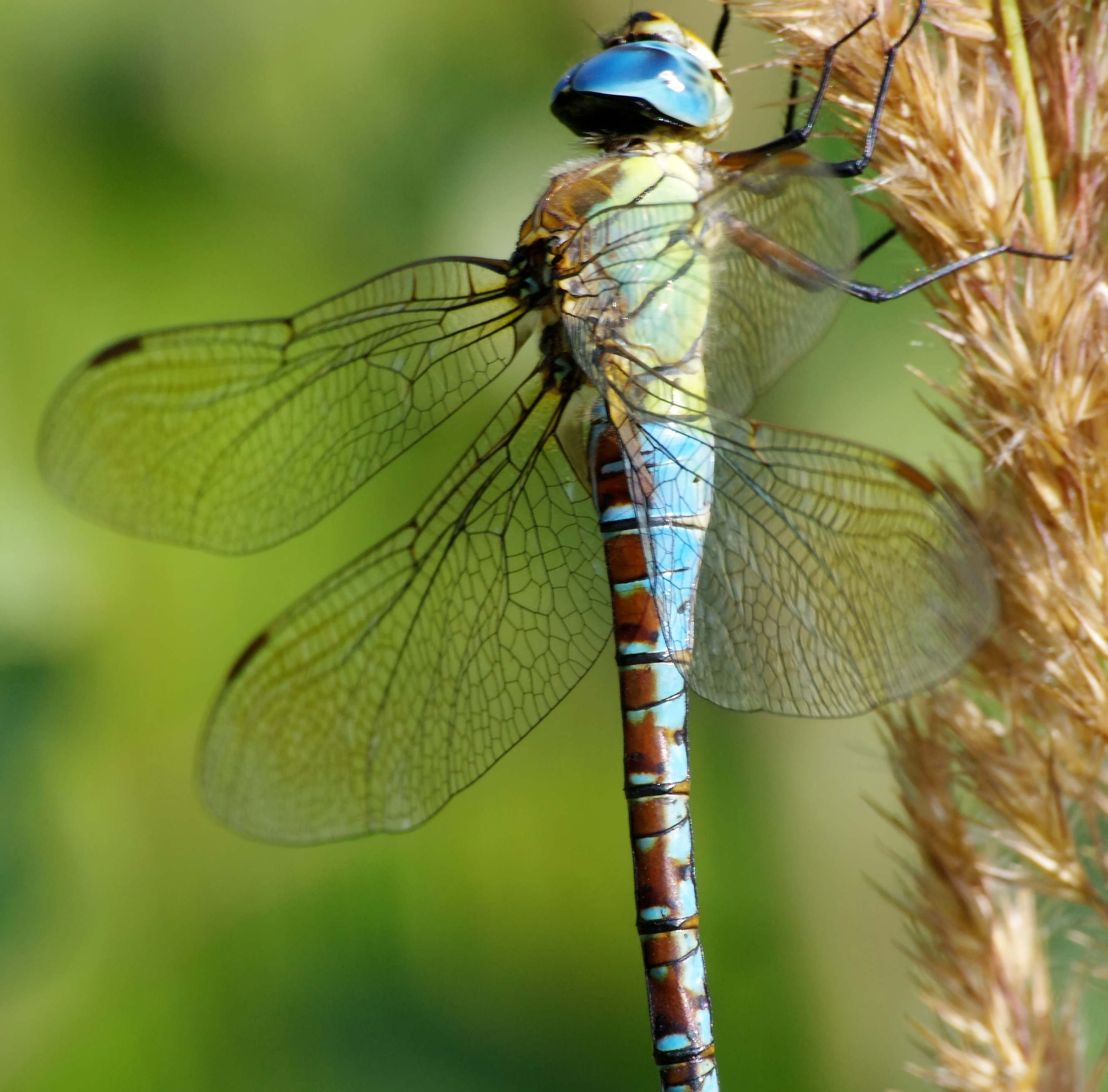
Männchenfarbenes (androchromes) Weibchen